# Bandera de los Estados Unidos
La bandera de los Estados Unidos de América —conocida en el país como the Stars and Stripes, Old Glory y the Star-Spangled Banner— consta de trece franjas horizontales de igual tamaño, siete rojas y seis blancas alternadas, y un rectángulo azul en el sector del cantón superior izquierdo con cincuenta estrellas blancas de cinco puntas. Las barras representan a las Trece Colonias originales que se independizaron de Reino de Gran Bretaña y las estrellas, a los cincuenta estados que forman la Unión.

## Historia

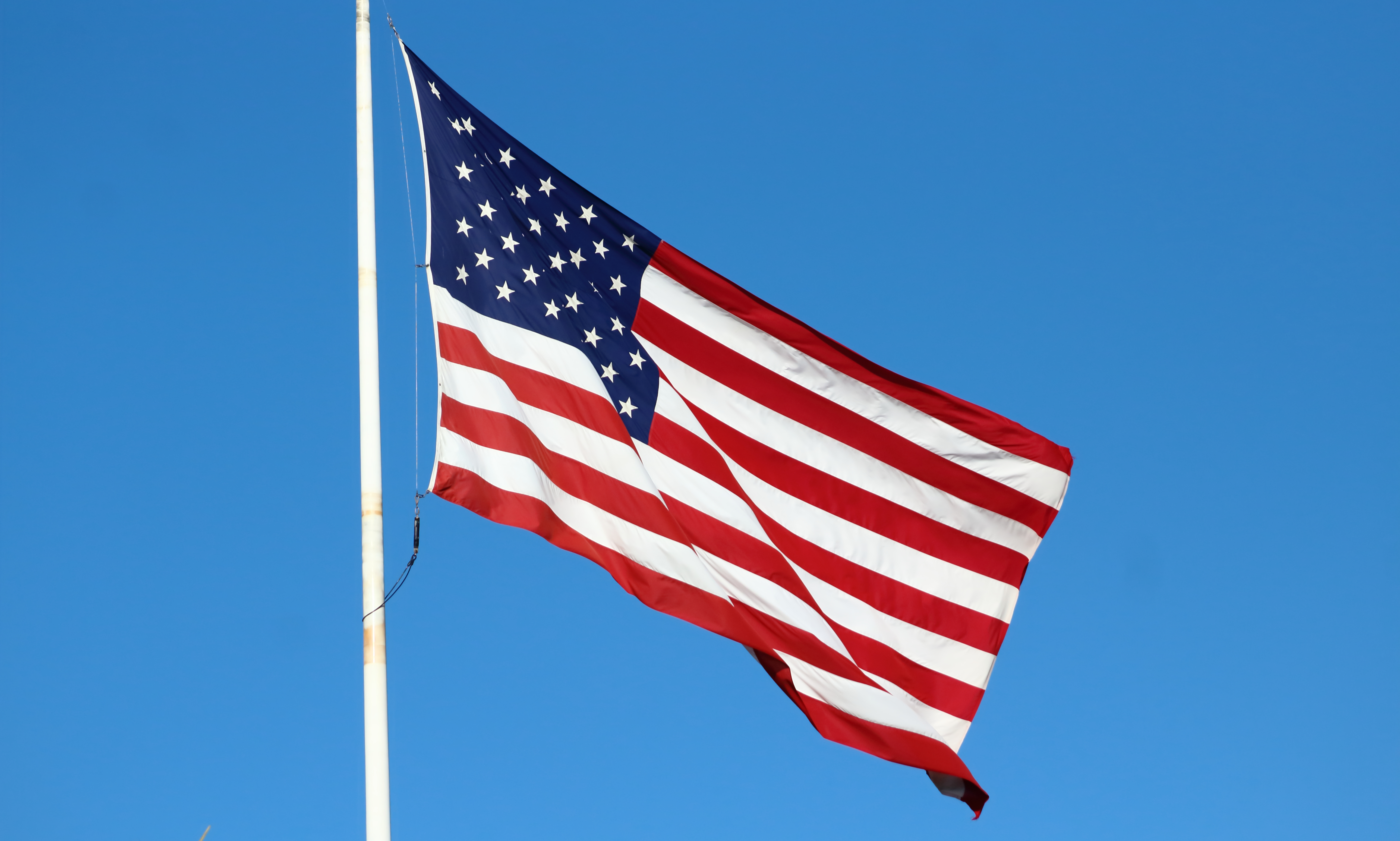
Bandera de EE. UU. ondeando en Newport, California.

La bandera de los Estados Unidos ha sido modificada en 26 ocasiones. La versión con 48 estrellas duró 47 años, hasta que se adoptó la de 49 estrellas el 4 de julio de 1959. La marca fue batida por la actual versión de 50 estrellas, adoptada el 4 de julio de 1960.

### La primera bandera

Grand Union Flag

Bandera de la Compañía Británica de las Indias Orientales

Escudo de armas de George Washington

En el momento de la Declaración de Independencia del 4 de julio de 1776 los Estados Unidos no tenían bandera oficial. La que se llama Grand Union Flag no tuvo nunca carácter oficial; fue utilizada durante la Guerra de Independencia de los Estados Unidos y sirvió de base para la futura bandera nacional. Esa bandera es muy parecida a la bandera de la Compañía Británica de las Indias Orientales (CBIA) y hay quienes opinan que se inspiró en ella. Lo cierto es que la primera bandera utilizada muy similar a la de la CBIA fue la Grand Union Flag, llamada también Continental Colors, Congress Colors, First Navy Ensign o incluso Cambridge Flag. Tal bandera que mantenía la versión de la Union Jack de su época (es decir una Union Jack con la cruz de San Jorge orlada en blanco (símbolo de Inglaterra) sobre una Cruz de San Andrés blanca sobre fondo azul (símbolo de Escocia) no tuvo estatus de oficial, aunque fue el primer emblema de la United States Navy antes de la declaración formal de la independencia.
Otra teoría sobre el origen de la bandera es que se inspiró en el escudo de armas de George Washington, originario de Inglaterra. El 14 de junio de 1777 el Segundo Congreso Continental aprobó la Resolución de la Bandera, determinando que "la bandera de los trece Estados Unidos sean trece barras rojas y blancas alternadas, que la unión sean trece estrellas blancas sobre campo azul, representando una nueva constelación." De hecho, el 14 de junio se celebra el Día de la Bandera. Algunos estudiosos discuten la disposición de las estrellas dentro del cantón azul. Así, Francis Hopkinson, uno de los firmantes de la Declaración de Independencia, se atribuye la autoría de la bandera que lleva su nombre, mientras otro diseño, con las estrellas en círculo se atribuye a Betsy Ross, quien cosió una bandera para George Washington; sin embargo, ninguna tiene rigor histórico.

Diseño de Francis Hopkinson de la bandera de los EE. UU.

Variante de Betsy Ross

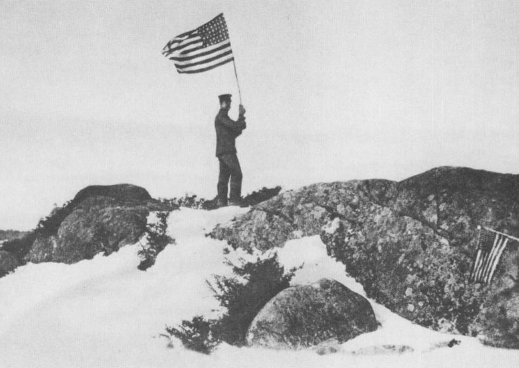
El 24 de marzo de 1918, el personal de la Embajada de los Estados Unidos en Petrogrado fue evacuado a Suecia a través de Finlandia. Los oficiales cruzaron la línea del frente de la guerra civil finlandesa con la bandera de los Estados Unidos en la isla Lampaluoto en Pori, Finlandia.

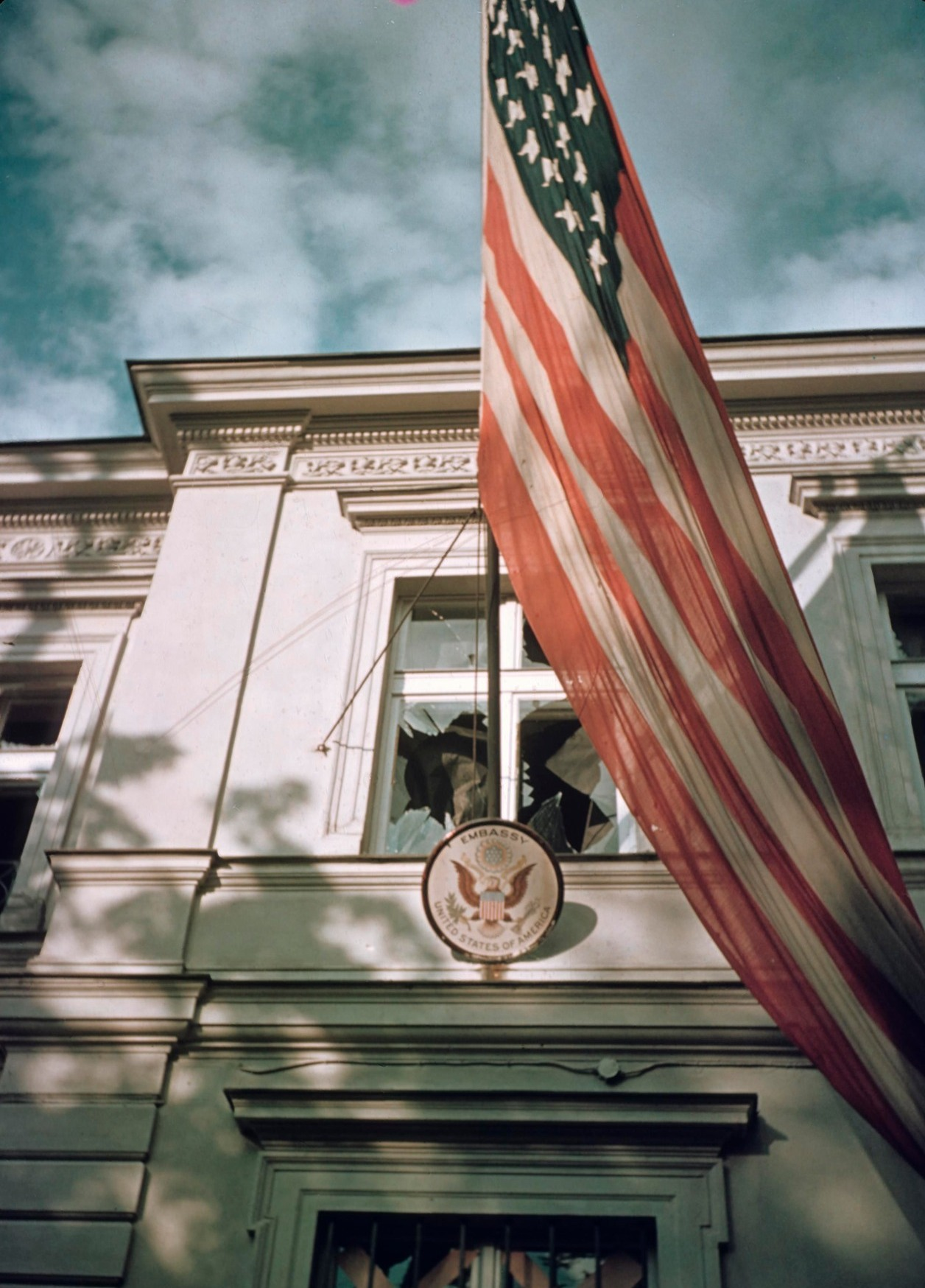
Bandera estadounidense en Varsovia durante la invasión alemana de Polonia en 1939.

### Evolución de la bandera
Primero se pusieron 13 estrellas (Nuevo Hampshire, Massachusetts, Rhode Island, Connecticut, Nueva York, Nueva Jersey, Pensilvania, Delaware, Maryland, Virginia, Carolina del Norte, Carolina del Sur y Georgia), luego fueron 15 al unirse Kentucky y Vermont en 1818. Después Indiana, Luisiana, Misisipi, Ohio y Tennessee se unieron, por tanto la bandera ya tenía 20 estrellas. En 1820 se unió Illinois; en 1822 Alabama y Maine; en 1836 Misuri. Hasta 1890 se fueron añadiendo de uno en uno hasta llegar a ser 38 estados. En 1891 se agregó Idaho, Montana, Dakota del Norte, Dakota del Sur y Washington. Después se unieron Wyoming, Utah y Oklahoma. Más tarde, en 1912 se unieron Arizona y Nuevo México, con 48 estrellas. En 1960 se unió Alaska y después Hawái. Por tanto hay 50 estrellas representando 50 estados.

## Construcción de la bandera
El diseñador acreditado de la actual bandera estadounidense de 50 estrellas es Robert G. Heft. Tenía 17 años en ese momento y creó el diseño de la bandera en 1958 como un proyecto de clase de la escuela secundaria mientras vivía con sus abuelos en Ohio.

### Especificaciones
El diseño básico de la bandera actual se especifica en el título 4 del Código de los Estados Unidos, que incluye la adición de nuevas estrellas para representar a nuevos estados. La especificación da los siguientes valores:
- A = altura (1.0)
- B = anchura (1.9)
- C = alto del cantón (0.5385 = A*7/13)
- D = ancho del cantón (0.76 = B*2/5)
- E = F = espaciado entre líneas de estrellas (0.0538 = C/10)
- G = H = espaciado entre columnas de estrellas (0.0633 = D/12)
- K = diámetro de la estrella (0.0616 = L*4/5)
- L = ancho de las franjas (0.0769 = A/13)

Estas especificaciones están contenidas en una orden ejecutiva que, en rigor, solo regula banderas hechas por o para el gobierno federal de Estados Unidos. En la práctica, la mayoría de las banderas estadounidenses disponibles para la venta al público tienen una relación diferente entre anchura y altura. Algunos tamaños comunes son 2 × 3 metros o 4 × 6 pies (relación 2/3); 2.5 × 4 pies o 5 x 8 pies (relación 5/8); o 3 × 5 pies o 6 × 10 metros (relación 3/5).

### Simbología
Según el libro Our flag (Nuestra bandera, en español), de la Cámara de Representantes de los Estados Unidos, "los colores rojo, blanco y azul no tenían significado para las Barras y Estrellas cuando fue adoptada en 1777". Sin embargo, sobre los colores del Sello de los Estados Unidos, adoptado en 1782, dice que "el blanco simboliza pureza e inocencia, el rojo sangre y valor, y el azul el cielo, perseverancia y justicia".

## Versiones
| N.º de estrellas | Bandera | Estados representados por las nuevas estrellas | Fechas en vigor                            | Tiempo en vigencia          |
| ---------------- | ------- | --- | ------------------------------------------ | --------------------------- |
| 0                |         | Ninguno | 3 de diciembre de 1775-14 de junio de 1777 | 1 año, 6 meses y 11 días    |
| 13               |         | Nuevo Hampshire, Massachusetts, Rhode Island, Connecticut, Nueva York, Nueva Jersey, Pensilvania, Delaware, Maryland, Virginia, Carolina del Norte, Carolina del Sur y Georgia | 14 de junio de 1777-1 de mayo de 1795      | 17 años, 10 meses y 17 días |
| 15               |         | Vermont, Kentucky | 1 de mayo de 1795-3 de julio de 1818       | 23 años, 2 meses y 2 días   |
| 20               |         | Tennessee, Ohio, Luisiana, Indiana, Misisipi | 4 de julio de 1818-3 de julio de 1819      | 11 meses y 30 días          |
| 21               |         | Illinois | 4 de julio de 1819-3 de julio de 1820      | 11 meses y 30 días          |
| 23               |         | Alabama, Maine | 4 de julio de 1820-3 de julio de 1822      | 1 año, 11 meses y 30 días   |
| 24               |         | Misuri | 4 de julio de 1822-3 de julio de 1836      | 13 años, 11 meses y 30 días |
| 25               |         | Arkansas | 4 de julio de 1836-3 de julio de 1837      | 11 meses y 30 días          |
| 26               |         | Míchigan | 4 de julio de 1837-3 de julio de 1845      | 7 años, 11 meses y 30 días  |
| 27               |         | Florida | 4 de julio de 1845-3 de julio de 1846      | 11 meses y 30 días          |
| 28               |         | Texas | 4 de julio de 1846-3 de julio de 1847      | 11 meses y 30 días          |
| 29               |         | Iowa | 4 de julio de 1847-3 de julio de 1848      | 11 meses y 30 días          |
| 30               |         | Wisconsin | 4 de julio de 1848-3 de julio de 1851      | 2 años, 11 meses y 30 días  |
| 31               |         | California | 4 de julio de 1851-3 de julio de 1858      | 6 años, 11 meses y 30 días  |
| 32               |         | Minnesota | 4 de julio de 1858-3 de julio de 1859      | 11 meses y 30 días          |
| 33               |         | Oregón | 4 de julio de 1859-3 de julio de 1861      | 1 año, 11 meses y 30 días   |
| 34               |         | Kansas | 4 de julio de 1861-3 de julio de 1863      | 1 año, 11 meses y 30 días   |
| 35               |         | Virginia Occidental | 4 de julio de 1863-3 de julio de 1865      | 1 año, 11 meses y 30 días   |
| 36               |         | Nevada | 4 de julio de 1865-3 de julio de 1867      | 1 año, 11 meses y 30 días   |
| 37               |         | Nebraska | 4 de julio de 1867-3 de julio de 1877      | 9 años,11 meses y 30 días   |
| 38               |         | Colorado | 4 de julio de 1877-3 de julio de 1890      | 12 años, 11 meses y 30 días |
| 43               |         | Idaho, Montana, Dakota del Norte, Dakota del Sur, Washington | 4 de julio de 1890-3 de julio de 1891      | 11 meses y 30 días          |
| 44               |         | Wyoming | 4 de julio de 1891-3 de julio de 1896      | 4 años, 11 meses y 30 días  |
| 45               |         | Utah | 4 de julio de 1896-3 de julio de 1908      | 11 años, 11 meses y 30 días |
| 46               |         | Oklahoma | 4 de julio de 1908-3 de julio de 1912      | 3 años, 11 meses y 30 días  |
| 48               |         | Arizona, Nuevo México | 4 de julio de 1912-3 de julio de 1959      | 46 años, 11 meses y 30 días |
| 49               |         | Alaska | 4 de julio de 1959-3 de julio de 1960      | 11 meses y 30 días          |
| 50               |         | Hawái | 4 de julio de 1960-actualidad              | 65 años                     |

## Otras banderas

Actual bandera de proa de los Estados Unidos
Pabellón especial para embarcaciones de recreo de los Estados Unidos

## Banderas similares

Bandera de Liberia
Bandera de Malasia